# Cacique Doble
Cacique Doble is een gemeente in de Braziliaanse deelstaat Rio Grande do Sul. De gemeente telt 5.008 inwoners (schatting 2009).

## Aangrenzende gemeenten
De gemeente grenst aan Paim Filho, Sananduva, Santo Expedito do Sul, São João da Urtiga en São José do Ouro.